# Нуреев, Рудольф Хаметович
Рудо́льф Хаме́тович Нуре́ев (также Рудо́льф Хами́тович Нури́ев; тат. и баш. Рудольф Хәмит улы Нуриев;; 17 марта 1938[…], Раздольное — 6 января 1993[…], Леваллуа-Перре) — советский, британский и французский артист балета и балетмейстер, солист Ленинградского театра оперы и балета имени Кирова.
В 1961 году после окончания гастролей труппы в Париже попросил политического убежища, став одним из самых известных «невозвращенцев» в СССР.
Известен дуэтом с английской балериной Марго Фонтейн, длившимся 17 лет. Руководил балетной труппой Парижской оперы в 1983—1989 годах, в конце жизни пробовал себя как дирижёр. Также был коллекционером живописи и предметов искусства, покупал недвижимость в разных частях света.

## Биография
Дед — Нурахмет Фазлиевич Фазлиев. Отец — Хамит Фазлеевич Нуреев (1903 — не позднее 1985), был родом из деревни Асаново Шариповской волости Уфимского уезда Уфимской губернии. Мать — Фарида Аглиулловна Нуреева (Аглиуллова) (1907—1987), родилась в деревне Татарское Тюгульбаево Кузнечихинской волости Казанской губернии. В автобиографии Нуреев пишет о своих родителях таким образом:

Мать моя родилась в прекрасном древнем городе Казани. Мы мусульмане. Отец родился в небольшой деревушке около Уфы, столицы республики Башкирии. Таким образом, с обеих сторон наша родня — это татары и башкиры. …Я не могу точно определить, что значит для меня быть татарином, а не русским, но я в себе ощущаю эту разницу. Наша татарская кровь течёт как-то быстрее и готова вскипеть всегда.
— Нуреев Р. Х., «Автобиография» 1998
Нуреев родился 17 марта 1938 года возле станции Раздольное в поезде, направлявшемся во Владивосток, где служил его отец. Документы, подтверждающие место рождения, нашёл приморский исследователь Виталий Косенчук. Согласно документам КГБ СССР, по национальности татарин. В 1941 году с матерью оказался в эвакуации в Башкирской АССР. В шестилетнем возрасте вместе с матерью и сёстрами впервые посетил Башкирский театр оперы и балета, открытый в 1938 году, и посмотрел первый башкирский балет «Журавлиная песнь» на музыку Загира Исмагилова и Льва Степанова. Спектакль произвёл на него неизгладимое впечатление. Зайтуну Насретдинову, исполнительницу партии главной героини Зайтунгуль, с тех пор считал замечательной балериной. В 1945—1955 годах учился в средней школе № 2 города Уфы. С 1948 года начал танцевать в детском фольклорном ансамбле в Уфе, занимаясь в Доме учителя у петербургской балерины Анны Удальцовой, находившейся там в эвакуации, и в Доме пионеров у балерины Елены Войтович. В 1953—1955 годах занимался в балетной студии при Башкирском театре оперы и балета у педагогов Загиды Бахтияровой и Виктора Пяри, где одновременно работал артистом балета.
В 1955 году, несмотря на большой для поступления возраст, был принят в Ленинградское хореографическое училище, учился в классе Александра Пушкина. Жил дома у своего педагога, так как не смог ужиться в интернате — другие ученики дразнили и обзывали деревенщиной.
После выпуска в 1958 году, благодаря прима-балерине Наталии Дудинской, остался в Ленинграде и был принят в Театр оперы и балета имени С. М. Кирова. Дебютировал на сцене как партнёр Дудинской в балете «Лауренсия», исполнив партию Фрондосо.

### Жизнь на Западе
16 июня 1961 года, находясь на гастролях в Париже, «за нарушение режима нахождения за границей» был снят (по решению КГБ СССР) с дальнейших гастролей труппы Кировского театра в Лондоне, но отказался вернуться в СССР, став «невозвращенцем» — первым среди советских артистов. В связи с этим был осуждён в СССР за «измену родине» и приговорён заочно к семи годам заключения.
Первые выступления Нуреева на Западе состоялись в Париже, в Театре Елисейских полей — он исполнил партию Голубой птицы в балете «Спящая красавица» в труппе маркиза де Куэваса и сразу получил огромный успех. Французские коммунисты поставили себе целью освистать артиста — но не зная балета (па-де-де Нуреева было практически в конце спектакля), они шумели почти на каждом выходе других артистов, тем самым лишь подогрев атмосферу вечера. 29 июля, на закрытии последнего парижского сезона труппы, Нуреев исполнил главную партию в этом спектакле, станцевав по одному акту с прима-балеринами труппы Ниной Вырубовой, Розеллой Хайтауэр и Лиан Дейде.
- Пресс-фото Нуреева во время бегства из СССР в 1961 году
- Марго Фонтейн, Фред Астер и Нуреев на выступлении в телешоу «The Hollywood Palace». 1965 год
- Нуреев во время гастролей в Цюрихском оперном театре. Декабрь 1966 года
- Нуреев в Цюрихском оперном театре. Декабрь 1966 года
- Нуреев в Цюрихском оперном театре. Декабрь 1966 года
- Нуреев в Цюрихском оперном театре. Декабрь 1966 года

Жорж де Куэвас скончался 21 февраля 1961 года, и его компания распалась сразу же после того, как были выполнены подписанные им обязательства. Франция отказалась предоставить Нурееву статус политического беженца, поэтому артист переехал в Данию, где танцевал в Королевском балете Копенгагена. 2 ноября 1961 года он дебютировал в Лондоне, исполнив вместе с Розеллой Хайтауэр па-де-де из балета «Лебединое озеро», и вскоре получил ангажемент в Королевском балете Великобритании. Более пятнадцати лет Нуреев был звездой лондонского Королевского балета и являлся постоянным партнёром английской балерины Марго Фонтейн. Танцевал также с Иветт Шовире, Карлой Фраччи и Ноэллой Понтуа.
В 1964 году поставил в Венской опере «Лебединое озеро», исполнив главную партию в дуэте с Марго Фонтейн. По окончании спектакля зрителями была устроена столь длительная овация, что занавес пришлось поднимать более восьмидесяти раз, установив тем самым театральный рекорд. Будучи премьером венской труппы, получил австрийское гражданство. Выступал по всему миру, работая чрезвычайно интенсивно. Нередко давал по 200 выступлений в год, в 1975 году число его выступлений достигло трёхсот. Участвовал в классических и современных постановках, снимался в кино и на телевидении, ставил балеты и делал собственные редакции классических спектаклей.
- Марго Фонтейн и Нуреев на пресс-конференции в Схипхоле, 1968 год
- Нуреев в аэропорту Схипхол, 1968 год
- Лилиана Кози и Нуреев, балет в Teatro 10, Рим, 1972 год
- Нуреев и Девон Карни, 1973 год
- Гвидо Лаури, Нуреев, Моника Витти и Диана Феррара после «Жизели» в Римской опере в 1980 году
- Роберто Байокки и Нуреев в 1980 году
- Нуреев в роли дирижёра в Довиле, 1991 год

В 1983 году у Нуреева был обнаружен ВИЧ.
С 1983 по 1989 год являлся директором балетной труппы парижской Оперы, поставил там несколько спектаклей. Активно продвигал на первые позиции молодых артистов, иногда, как в случае с Сильви Гиллем, весьма условно соблюдая принятые в Париже ступени иерархии. Среди «плеяды Нуреева» — Элизабет Платель, Моник Лудьер, Изабель Герен, Манюэль Легри, Шарль Жюд, Лоран Илер.
В 1987 году смог получить разрешение на въезд в СССР, чтобы проститься с умирающей матерью — виза была дана на 72 часа, причём Нурееву ограничили возможность контакта со всеми, кого он знал в молодости.
В 1989 году, после перерыва более чем в четверть века, по приглашению Олега Виноградова вновь выступил на сцене родного Кировского театра, исполнив роль Джеймса в балете «Сильфида» (Сильфида — Жанна Аюпова). Балетные травмы, болезнь и возраст помешали ему танцевать так, как в расцвете карьеры, тем не менее, его возвращение стало событием в культурной жизни Ленинграда.
В последние годы жизни, будучи уже не в состоянии танцевать, начал выступать как дирижёр.
В 1992 году дирижировал венским Резиденц-оркестром во время его европейского турне. Весной того же года по приглашению директора Татарского оперного театра Рауфаля Мухаметзянова Рудольф Нуреев посетил Казань, где дирижировал балетами «Ромео и Джульетта» и «Щелкунчик» (главную партию исполнила Надежда Павлова).
6 января 1993 года скончался от осложнений СПИДа. Согласно желанию, похоронен на русском кладбище Сент-Женевьев-де-Буа под Парижем. Могила накрыта цветным мозаичным восточным ковром (автор эскиза — художник Эцио Фриджерио).

## Личная жизнь
Почти весь период своей жизни на Западе боялся нападения или похищения со стороны КГБ. По рассказам советского перебежчика Виктора Шеймова, в КГБ действительно обсуждалась операция, в ходе которой планировалось сломать Нурееву ноги. Несчастный случай[прояснить] в Венской опере, когда чудом никто не пострадал, он связывал именно с этой организацией.
Был гомосексуалом, однако в юности имел и гетеросексуальные отношения. После побега на Запад он встретился с датским танцовщиком Эриком Бруном (1928—1986). Брун и Нуреев стали парой и сохраняли близкие отношения в течение двадцати пяти лет, до самой смерти Бруна в 1986 году. В то же время Нуреев вёл беспорядочную сексуальную жизнь и имел множество случайных связей.

## Имущество
Нуреев, зарабатывая немалые деньги, беспорядочно их тратил. Нередко он одалживал большие суммы малоизвестным людям и никогда не следил за тем, вернули ли ему долг. Он покупал элитную недвижимость в Европе и Америке, требовавшую постоянных налоговых выплат и иных расходов, но в большинстве своих домов практически не жил. Для управления своими финансовыми делами в 1975 году он зарегистрировал в Лихтенштейне фонд Ballet Promotion Foundation со штаб-квартирой в Цюрихе. Ему принадлежали виллы в Ла-Тюрби и на острове Сен-Бартелеми (Франция), поместье в штате Вирджиния и квартиры в Лондоне и Нью-Йорке (шестикомнатную квартиру в «Дакота-билдинг» танцовщику помогала обставлять Жаклин Кеннеди). В 1979 году он приобрёл у наследников Леонида Мясина Ли Галли — архипелаг из трёх островков, находящийся близ Позитано. На Галло Лунго, самом большом из них, находились жилые виллы с бассейном и балетные залы, устроенные Мясиным в руинах сарацинской башни. Нуреев активно занимался дизайном вилл и в целом благоустройством острова, он вложил в это дело большие средства, так как на острове не было ни воды, ни электричества, а всё необходимое нужно было доставлять либо морем, либо вертолётом.
В Париже жил в двухуровневых апартаментах на набережной Вольтера, дом № 23. Мечтой танцовщика было привезти туда мать, но этому не суждено было случиться. В этой квартире Нуреева одно время жила его племянница Гюзель, которая вышла замуж за иностранца и таким образом смогла эмигрировать из СССР. Известно, что близкое окружение Рудольфа было недовольно поведением Гюзели, и сам артист также довольно быстро стал тяготиться её присутствием.
После смерти Нуреева поклонники надеялись, что в его парижском доме, интерьеры которого были уже признанным произведением декоративно-прикладного искусства, будет устроен музей, однако Фонд Нуреева практически сразу же организовал продажу его имущества с молотка на аукционах Christie's. Первые намеченные торги в Лондоне и Нью-Йорке были отменены, а парижская квартира опечатана по протесту сестры Нуреева Розы и её дочери Гюзели, начавших судебную тяжбу с Фондом, неверно, по их мнению, трактовавшим завещание в свою пользу. Тем не менее торги состоялись в 1995 году: в январе — в Нью-Йорке, где распродавалось американское имущество (было выручено 7,9 млн долларов), а в ноябре — в Лондоне, где были проданы парижские вещи (главный лот, картина Теодора Жерико, остался непроданным). Согласно завещанию, европейским имуществом распоряжался Ballet Promotion Foundation, американским же имуществом занимался вновь созданный Rudolf Nureyev Dance Foundation со штаб-квартирой в Чикаго. Небольшая часть наследия Нуреева — костюмы, документы и личные вещи — попали на хранение в Национальную библиотеку Франции и Музей Карнавале. В 2013 году по инициативе членов совета директоров Фонда Нуреева Шарля Жюда и Тьерри Фуке оставшиеся предметы были выставлены в трёх залах Национального центра сценического костюма в Мулене (дизайн экспозиции — Эцио Фриджерио).

## Творчество

### Репертуар
- «Лауренсия» — Фрондосо
- «Лебединое озеро» — принц Зигфрид, Ротбарт
- «Щелкунчик» — Дроссельмейер, Принц
- «Спящая красавица» — Голубая птица, принц Дезире (Флоримунд)
- «Маргарита и Арман» — Арман
- «Баядерка» — Солор
- «Раймонда» — четвёрка кавалеров, Жан де Бриен
- «Жизель» — граф Альберт
- «Дон Кихот» — Базиль
- «Корсар» — раб
- «Ромео и Джульетта» — Ромео, Меркуцио
- «Сильфида» — Джеймс
- «Петрушка» — Петрушка
- «Видение Розы» — Призрак розы
- «Шехеразада» — Золотой раб
- «Послеполуденный отдых фавна» — Фавн
- «Аполлон Мусагет» — Аполлон
- «Юноша и смерть» — Юноша
- «Блудный сын»
- «Федра»
- «Потерянный рай»
- «Сильфиды» — Юноша
- «Гамлет» — Гамлет
- «Золушка» — Продюсер
- «Интермедия»
- «Лунный Пьеро» — Пьеро
- «Люцифер» — Люцифер
- «Идиот» — князь Мышкин
- «Ореол»
- «Песни странствующего подмастерья»
- «Весна священная»
- «Павана мавра» — Отелло
- «Тёмный дом»
- «Урок» — Учитель
- «Ночное путешествие» — Эдип
- «Алая буква» — преподобный Димсдейл

### Постановки
- 1964 — «Раймонда»
- 1964 — «Лебединое озеро», Венская опера
- 1966 — «Дон Кихот»
- 1966 — «Спящая красавица»
- 1966 — «Танкред»
- 1967 — «Щелкунчик»
- 1977 — «Ромео и Джульетта»
- 1979 — «Манфред»
- 1982 — «Буря»
- 1985 — «Вашингтон-Сквер»
- 1986 — Сюита Баха
- 1988 — «Золушка», Парижская опера
- 1992 — «Баядерка», Парижская опера

## Фильмография
- 1966 — «Юноша и смерть» — Юноша (Смерть — Зизи Жанмер)
- 1972 — «Я — танцовщик» / I Am a Dancer
- 1977 — «Маппет-шоу»
- 1977 — «Валентино» / Valentino — Рудольф Валентино
- 1983 — «На виду» / Exposed

Документальные фильмы
- 1991 — «Нуреев», реж. Патриция Фой
- 1991 — «Рудольф Нуреев — как он есть», реж. Н. Боронин, Студия документальных фильмов Санкт-Петербург
- 2012 — «Рудольф Нуреев. Мятежный демон», реж. Т. Малова
- 2015 — «Рудольф Нуреев. Остров его мечты», реж. Е. И. Тирдатова[28]
- 2018 — «Нуреев: Его сцена — весь мир», реж. Дэвид Моррис, Жак Моррис

## Адреса
- Дом в лондонском Кенсингтоне по адресу: Виктория-роуд[англ.], дом 27. На фасаде здания 21 сентября 2017 года была установлена мемориальная синяя табличка.
- Шестикомнатная квартира в «Дакота-билдинг», Нью-Йорк.
- Квартира в два этажа на набережной Вольтера[фр.], дом 23. На фасаде дома установлена мемориальная доска.
- Вилла в Ла-Тюрби, близ Монако.
- Архипелаг Ли Галли[итал.] близ Позитано, состоящий из трёх островков (крупнейший — Галло Лунго[итал.]). Был куплен в 1979 году у наследников Леонида Мясина.
- Дом на острове Сен-Бартелеми в Карибском море, заморская территория Франции (был куплен в 1980-е годы).
- Ферма в штате Вирджиния, США.

## Память и отражение в искусстве
- Именем Нуреева назван один из балетных репетиционных залов парижской Оперы.
- В Казани на сцене Татарского театра оперы и балета имени Мусы Джалиля ежегодно в конце весны проводится Международный фестиваль классического балета имени Рудольфа Нуриева, названный так с личного согласия танцовщика, посетившего Казань в 1992 году[29].
- В Уфе имя Рудольфа Нуреева носят Башкирский хореографический колледж[30] и Международный фестиваль балетного искусства, проходящий ежегодно с 1993 года на сцене Башкирского театра оперы и балета, а также одна из улиц в районе Глумилино. В Башкирском театре оперы и балета действует музей Р. Нуреева[31][32]. Также в честь танцовщика в городе установлены мемориальная доска и барельеф.
- В 2001 году[уточнить] в Иркутске была установлена мемориальная доска в честь Нуреева[33].
- В 2004 году состоялась премьера спектакля «Нездешний сад. Рудольф Нуреев» в Театре Романа Виктюка. Когда-то режиссёр пообещал Нурееву поставить о нём спектакль. Обещание своё Роман Виктюк выполнил, обратившись к пьесе драматурга Азата Абдуллина[34].
- В октябре 2013 года в Национальном центре сценического костюма (Мулен, Франция) усилиями Фонда Рудольфа Нуреева был открыт отдел «Коллекция Нуреева», состоящий из примерно трёхсот предметов. Дизайн экспозиции был выполнен сценографом Эцио Фриджерио[англ.][27].
- В 2017 году Большой театр подготовил балетный спектакль «Нуреев» (постановка Кирилла Серебренникова и Юрия Посохова). Премьера, запланированная на 11 июля 2017 года, была внезапно отменена директором театра Владимиром Уриным за три дня до выпуска[35] и состоялась в Большом театре лишь 9 и 10 декабря 2017 года[36].
- 21 сентября 2017 года в Лондоне на фасаде дома № 27 по Виктория-роуд[англ.] в Кенсингтоне, где жил Нуреев до переезда в Париж, была установлена памятная синяя табличка[37].
- В ноябре 2018 года в Казани был открыт первый в России памятник Рудольфу Нурееву[38]. Монумент расположен в сквере у Театра оперы и балета им. Мусы Джалиля[39]. Автор памятника — Зураб Церетели[40].
- В апреле 2024 года, вдохновлённая жизнью артиста, британская группа Pet Shop Boys выпустила песню «Dancing star»[41].

| Почтовые марки Сан-Марино, посвящённые Рудольфу Нурееву (1989)                                                                               | Почтовые марки Сан-Марино, посвящённые Рудольфу Нурееву (1989) |
| --- | -------------------------------------------------------------- |
| |                                                                |
| 1200 лир — с Марго Фонтейн в дуэте из балета «Маргарита и Арман», 1500 лир — «Аполлон Мусагет», 1700 лир — кадр из фильма «Валентино» (1977) |                                                                |

### Киновоплощения
- 2009 — «Марго», художественный фильм, снятый по биографии Марго Фонтейн. Режиссёр Отто Бафест, исполнитель роли Нуреева — Михил Хёйсман. Производство: Великобритания.
- 2013 — «Визит», короткометражный художественный фильм в рамках гранта Президента Республики Башкортостан (при поддержке Министерства культуры РФ), режиссёр Булат Юсупов.
- 2015 — «Рудольф Нуреев. Танец к свободе» / Rudolf Nureyev: Dance to Freedom, художественный фильм, режиссёр Р. Г. Смит, в роли Нуреева — Артём Овчаренко. Производство: Великобритания.
- 2018 — «Нуреев. Белый ворон», художественный фильм, снятый по биографии Нуреева с момента его рождения до побега из СССР. Режиссёр Рэйф Файнс, исполнитель роли Нуреева — Олег Ивенко. Производство: Великобритания, Франция.
- 2021 — «Карла[итал.]», художественный фильм, снятый по биографии Карлы Фраччи. Режиссёр Эмануэле Имбуччи, исполнитель роли Нуреева — Лео Дюсолье. Производство: Италия.